# Cheylade
Cheylade – miejscowość i gmina we Francji, w regionie Owernia-Rodan-Alpy, w departamencie Cantal.
Według danych na rok 1990 gminę zamieszkiwało 360 osób, a gęstość zaludnienia wynosiła 11 osób/km² (wśród 1310 gmin Owernii Cheylade plasuje się na 499. miejscu pod względem liczby ludności, natomiast pod względem powierzchni na miejscu 175.).